# Autobahn Dongguan–Foshan
Die Autobahn Dongguan–Foshan oder Guanfo-Autobahn (chinesisch 莞佛高速公路, Pinyin Guǎnfó gāosù gōnglù, englisch Guanfo Expressway), chin. Abk. G9411, ist eine regionale Autobahn in der Provinz Guangdong im Süden Chinas. Die 159 km lange Autobahn beginnt an der Autobahn G94 bei Dongguan und führt in westlicher Richtung über zwei Stadtbezirke von Guangzhou (Kanton), Nansha und Panyu, nach Foshan.